# Чжэн (царство)
Чжэн (кит. трад. 鄭國, упр. 郑国, пиньинь zhèng) — удельное царство эпохи Весны и Осени в древнем Китае, существовавшее в 806—375 годах до н. э.

## История

### Основание и расцвет
Царство было основано Хуань-гуном Ю, который был младшим братом императора Сюань-вана. Его сын, У-гун, расширил и усилил Чжэн, завоевав соседние Го и Куай. Но после смерти У-гуна между его сыновьями Чжуан-гуном и Шу Данем началась междоусобная война, закончившаяся победой Чжуан-гуна. 

### Упадок
После смерти Чжуан-гуна в 701 году до н. э. началась новая распря — между его сыновьями, и Чжэн перестало быть сильным царством. И всё же, Чжэн удалось в одиночку разгромить альянс Цзинь, Чэнь, Сун и Вэй в 607 году до н. э.
При Сан-гуне, в 597 году до н. э., столица Чжэн была взята чусцами. Сан-гун изъявил свою покорность чускому царю, и тот вернул ему его трон. 
В 542—522 годах до н. э. царством Чжэн управлял политический деятель Цзы-чань, издавший первый в истории Китая уголовный кодекс. По мнению историка В. А. Рубина, Цзы-чань был уникальным в китайской истории деятелем, пытавшимся заложить основы демократического государства. 
В последующие годы из-за частых войн царство всё больше слабело, а в 375 году до н. э. Чжэн было захвачено царством Хань.

## Правители
| Имя на русском  | Имя на китайском | Годы правления        | Примечания                        |
| --------------- | ---------------- | --------------------- | --------------------------------- |
| Хуань-гун Ю     | 鄭桓公/郑桓公    | 806—771 года до н. э. | Основатель государства            |
| У-гун Хуа-ту    | 鄭武公/郑武公    | 770—744 года до н. э. |                                   |
| Чжуан-гун У-шэн | 鄭莊公/郑庄公    | 743—701 года до н. э. |                                   |
| Ли-гун Гун-ту   | 鄭厲公/郑历公    | 700—697 года до н. э. |                                   |
| Чжао-гун Ху     | 公子亹           | 696—695 года до н. э. |                                   |
| Цзы-вэй         | ?                | 694 год до н. э.      |                                   |
| Чжэн-цзы Цзы-ин | 鄭子嬰/郑子婴    | 693—680 года до н. э. |                                   |
| Ли-гун Гун-ту   | 鄭厲公/郑历公    | 679—673 года до н. э. | вторично                          |
| Вэнь-гун Цзе    | 鄭文公/郑文公    | 672—628 года до н. э. |                                   |
| Му-гун Лань     | 鄭穆公/郑穆公    | 627—606 года до н. э. |                                   |
| Лин-гун И       | 鄭靈公/郑灵公    | 605 год до н. э.      |                                   |
| Сян-гун Цзянь   | 鄭襄公/郑襄公    | 604—587 года до н. э. |                                   |
| Дао-гун Фэй     | 鄭悼公/郑悼公)   | 586—585 года до н. э. |                                   |
| Чэн-гун Гунь    | 鄭成公/郑成公    | 584—571 года до н. э. |                                   |
| Ли-гун Юнь      | 鄭僖公/郑僖公    | 570—566 года до н. э. |                                   |
| Цзянь-гун Цзя   | 鄭簡公/郑简公    | 565—530 года до н. э. |                                   |
| Дин-гун Нин     | 鄭定公           | 529—514 года до н. э. |                                   |
| Сянь-гун Чай    | 鄭獻公/郑献公    | 513—504 года до н. э. |                                   |
| Шэн-гун Шэн     | 鄭聲公/郑声公    | 503—477 года до н. э. |                                   |
| Ай-гун И        | 鄭哀公/郑哀公    | 476—468 года до н. э. |                                   |
| Гуг-гун Чоу     | 鄭共公/郑共公    | 467—436 года до н. э. |                                   |
| Ю-гун Сы        | 鄭幽公/郑幽公    | 435 год до н. э.      |                                   |
| Сюй-гун Тай     | 鄭繻公/郑繻公    | 434—409 года до н. э. |                                   |
| Чжэн-цзюань И   | 鄭康公/郑康公    | 408—375 года до н. э. | Уничтожение царства войсками Хань |

## Отношения с Чжоу
Чжэн находилось в непосредственной близости от царских владений (王畿) Чжоу. Таким образом, наряду с Цзинь, оно играло важнейшую роль во внешней политике Чжоу и, соответственно, на политической арене эпохи.